# Rue de l'Armistice (Bruxelles)
Pour les articles homonymes, voir Rue de l'Armistice.
La rue de l'Armistice (en néerlandais : Wapenstilstandstraat) est une rue bruxelloise de la commune de Koekelberg.

## Situation
La rue de l'Armistice va de la square Félix Vande Sande à la rue de Normandie et à la rue de Ganshoren. Elle longe la voie ferrée ( ligne 28 de Schaerbeek à Bruxelles-Midi de la SNCB ainsi que la ligne 2 et la ligne 6 du métro).
Longue de 500 mètres, avec une emprise de 12 mètres, sa numérotation va de 1 à 44 de manière continue et uniquement du côté droit de la rue, à l’exception du numéro 9 situé du côté gauche.

## Historique
Les travaux de terrassement pour la création du Chemin de fer de ceinture qui contourne Bruxelles par l’ouest vont s’engager durant les années 1866-1868. La “Halte de Koekelberg” est inaugurée le 1er juin 1871 et, dans un premier temps, ceux qui bâtissent le long de la tranchée, près du pont de la chaussée de Jette, implantent leur construction dans ce qui n'est encore qu'une impasse. Il faudra attendre l’adoption du plan définitif du Quartier Royal de Koekelberg en 1880 pour que le chemin qui longe le chemin de fer soit dénommé provisoirement rue de la Gare puis officiellement rue de la Station. Ce n’est qu’en 1892 que l’on procédera à l’élargissement du chemin et il faudra attendre 1903 pour que son pavage soit réalisé.
Mais avec le développement du chemin de fer, bien d’autres rue de la Station vont exister dans l’agglomération bruxelloise. Le 30 juillet 1912, les autorités communales la dénommeront rue Edelmann, en mémoire de Max Edelmann – directeur jusqu’alors de la Grande Brasserie de Koekelberg et qui vient de décéder – “philanthrope désintéressé et modeste qui, par l’exportation des bières de la Grande Brasserie a répandu le nom de Koekelberg dans le monde entier”.
L’année suivante, en 1913, les habitants signeront une pétition demandant que l’on revienne à l’ancienne dénomination de "rue de la Station". Personne n’ignore ici que Max Edelmann était de nationalité allemande et l’invasion de la Belgique par l’armée allemande le 4 août 1914 ne fera qu’exacerber la patriotisme ambiant.
Le 26 novembre 1918, quinze jours après la signature de l’armistice, la rue Edelmann sera rebaptisée rue de l’Armistice.

## Bâtiments remarquables et lieux de mémoire

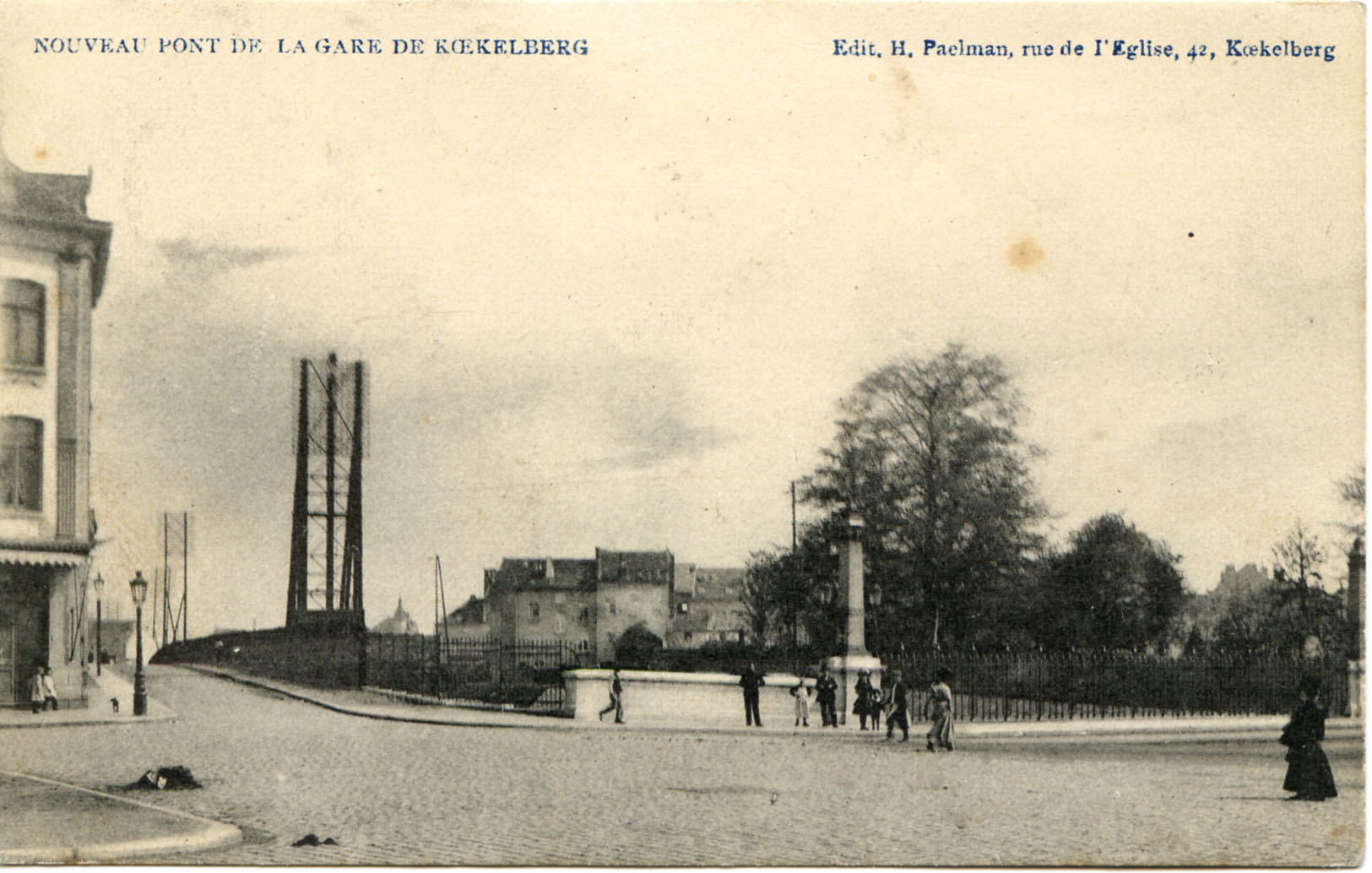
Rue de l’Armistice vue de la place Eugène Simonis. Koekelberg. Vers 1905.
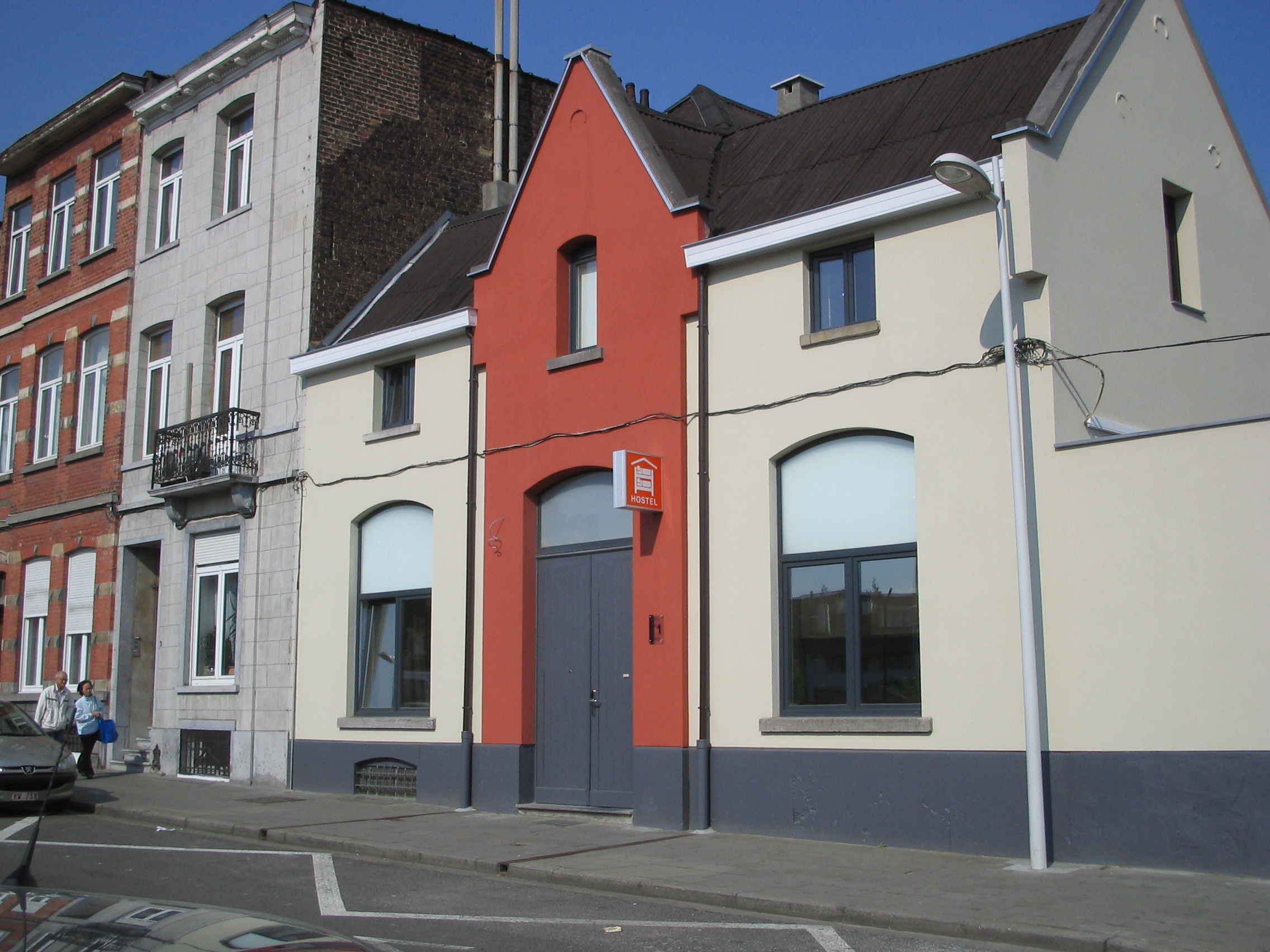
no 1 rue de l’Armistice. Koekelberg.
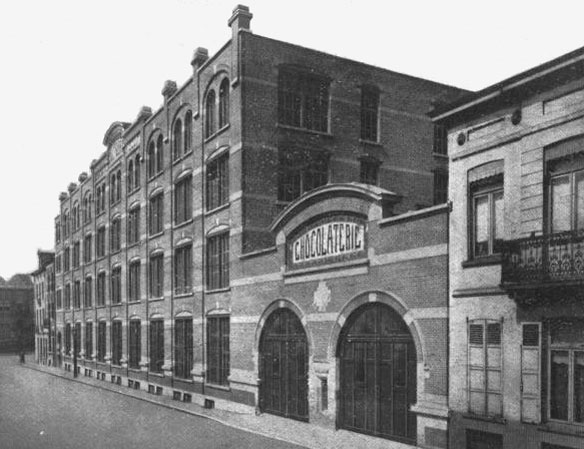
Chocolaterie Victoria rue de l’Armistice. Koekelberg. 1921.
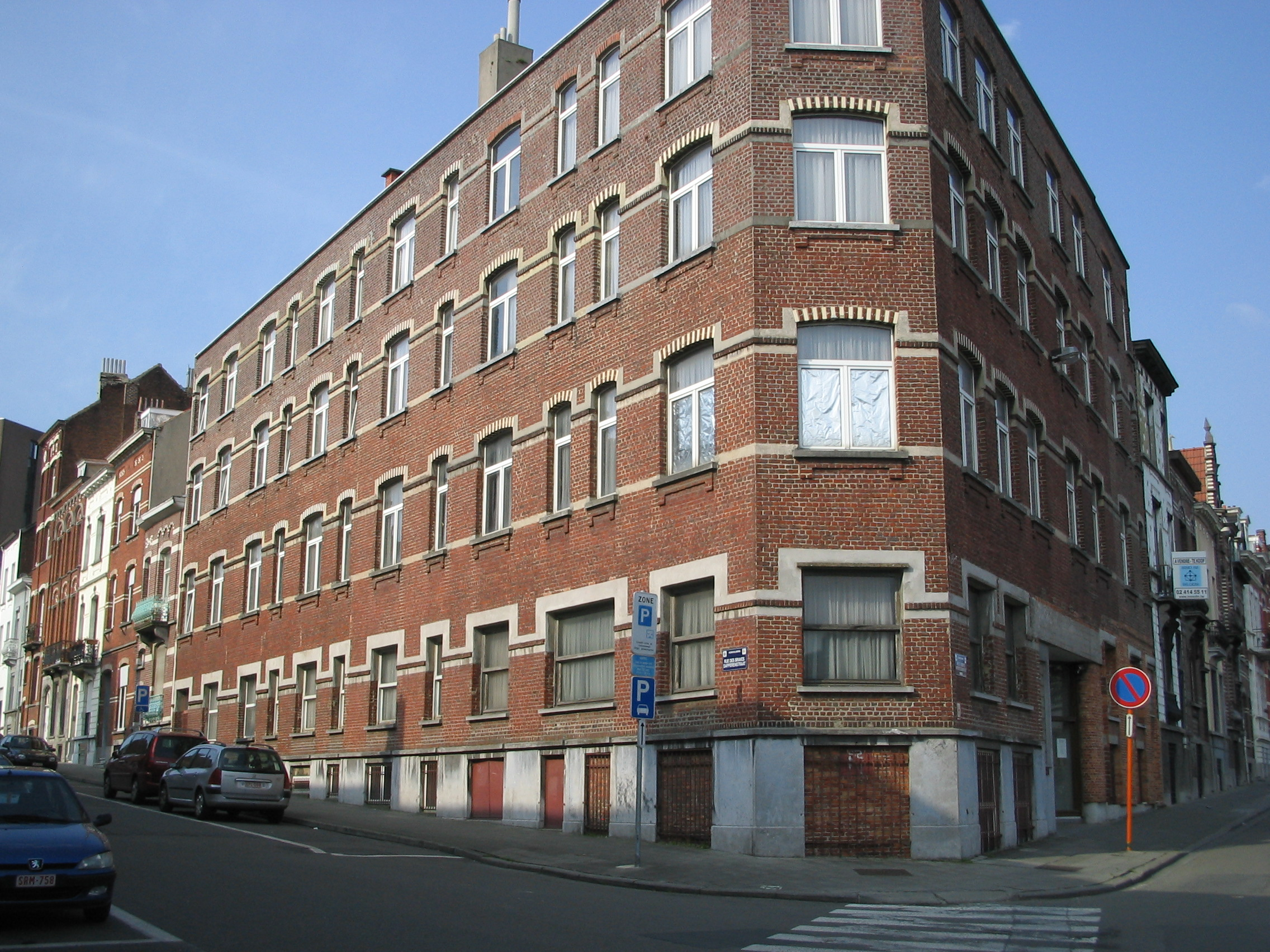
Angle de la rue des Braves et de la rue de l’Armistice (no 37). Koekelberg.

- no 1 : Construit en 1895, le bâtiment est occupé tout d’abord par le Patronage paroissial Saint Joseph-Saint Louis. Une salle des fêtes a été aménagée dans la partie arrière. En 1935, les bâtiments seront cédés à l’Émaillerie de l’Ancre qui y produira jusqu’à sa reprise, en 1975, par l’Émaillerie Belge implantée à Molenbeek-Saint-Jean. Un hôtel du réseau Hello Hostel occupe désormais les lieux.
- no 5 : En 1921, la biscuiterie-chocolaterie Victoria implantée rue De Neck depuis 1896, inaugure au 5 rue de l’Armistice sa nouvelle chocolaterie dont les plans ont été dressés par l’architecte Arthur Pladet. La chocolaterie communique par le fond avec la biscuiterie au moyen d’une passerelle enjambant la rue De Neck. En 1930, la chocolaterie sera agrandie en reprenant les bâtiments de la scierie Octave Van Campenhout en activité depuis 1903. En 1971, après la cession de la firme Victoria au groupe General Biscuits Company-GBCo, les bâtiments seront cédés au chocolatier Godiva implanté jusqu’alors rue Antoine Court[3].
- no 20 : Antoine Pelsmaekers y installe, en 1902, un atelier pour la fabrication d’appareils de chauffage fonctionnant au gaz. La firme sera présente à l’Exposition universelle de Bruxelles de 1910. En 1912, elle mettra au point le “fourneau à chaleur concentrique pour la cuisine”. La maison Pelsmaekers cessera sa production peu avant la Seconde Guerre mondiale.
- no 37 : La Manufacture de chapeaux et casquettes Lucien Mayer, installée rue des Braves depuis 1907, va s’agrandir et ouvrir au 37 rue de l’Armistice en 1922. Devenue Manufacture Nationale de Feutres et Pailles, la firme fonctionnera en association avec la société Goossens & Cie, toutes deux y fabriquant des chapeaux pour hommes jusqu’au début des années 1960. L’atelier de confection Louis Féraud prendra la suite, servant d’enseigne à Passy-Diffusion Haute-Couture et à SA Butch. L’atelier cessera son activité au début des années 1980. Les bâtiments accueilleront plus tard la communauté catholique Maranatha[2].